# Windfall
Windfall es el vigésimo segundo álbum de estudio del cantautor estadounidense Ricky Nelson, junto con su banda The Stone Canyon Band. Fue publicado el 10 de enero de 1974 a través de MCA Records.

## Recepción de la crítica
Un escritor no especificado de la revista Cash Box comentó: “Este LP superior se aleja un poco del estilo country que él y The Stone Canyon Band han establecido a lo largo de los últimos años, pero probablemente sea el mejor con la banda, incorporando algo de buen rock puro («Someone to Love») y una inquietante melodía de jazz, «How Many Times»”. Un escritor no especificado de la revista Billboard indicó que Windfall “representa la forma urbana de la música country pop con su inclinación por un sonido country básico en las líneas de guitarra pero con una mezcla vocal limpia y sofisticada”.

## Lista de canciones
Todas las canciones escritas y compuestas por Dennis Larden, excepto donde esta anotado. 
| Lado uno |                                    |          |  |
| N.º      | Título                             | Duración |  |
| 1.       | «Legacy»                           | 3:24     |  |
| 2.       | «Someone to Love» (Rick Nelson)    | 3:58     |  |
| 3.       | «How Many Times» (J. DeWitt White) | 4:42     |  |
| 4.       | «Evil Woman Child»                 | 3:45     |  |
| 5.       | «Don't Leave Me Here»              | 2:44     |  |

| Lado dos |                                                      |          |  |
| N.º      | Título                                               | Duración |  |
| 1.       | «Wild Nights in Tulsa» (Don Burns, Riley Wildflower) | 3:32     |  |
| 2.       | «Lifestream» (Nelson)                                | 2:40     |  |
| 3.       | «One Night Stand»                                    | 3:17     |  |
| 4.       | «I Don't Want to Be Lonely Tonight» (Baker Knight)   | 3:15     |  |
| 5.       | «Windfall» (Nelson, Larden)                          | 3:00     |  |

## Créditos y personal
Créditos adaptados desde las notas de álbum de Windfall.
Rick Nelson and the Stone Canyon Band
- Tom Brumley – steel guitar
- J. DeWitt White – bajo eléctrico, coros
- Dennis Larden – guitarra líder, coros
- Ty Grimes – batería
- Ricky Nelson – guitarra, voz principal

Personal técnico
- Ricky Nelson – productor
- Michael Nemo – arreglos
- John Longenecker – fotografía
- Kristin Nelson – diseño de portada

## Posicionamiento
| Gráfica (1974)                            | Pico de posición |
| ----------------------------------------- | ---------------- |
| Australia (Kent Music Report)             | 61               |
| Estados Unidos (Billboard Top LPs & Tape) | 190              |
| Estados Unidos (Record World Album Chart) | 113              |